# James Irwin

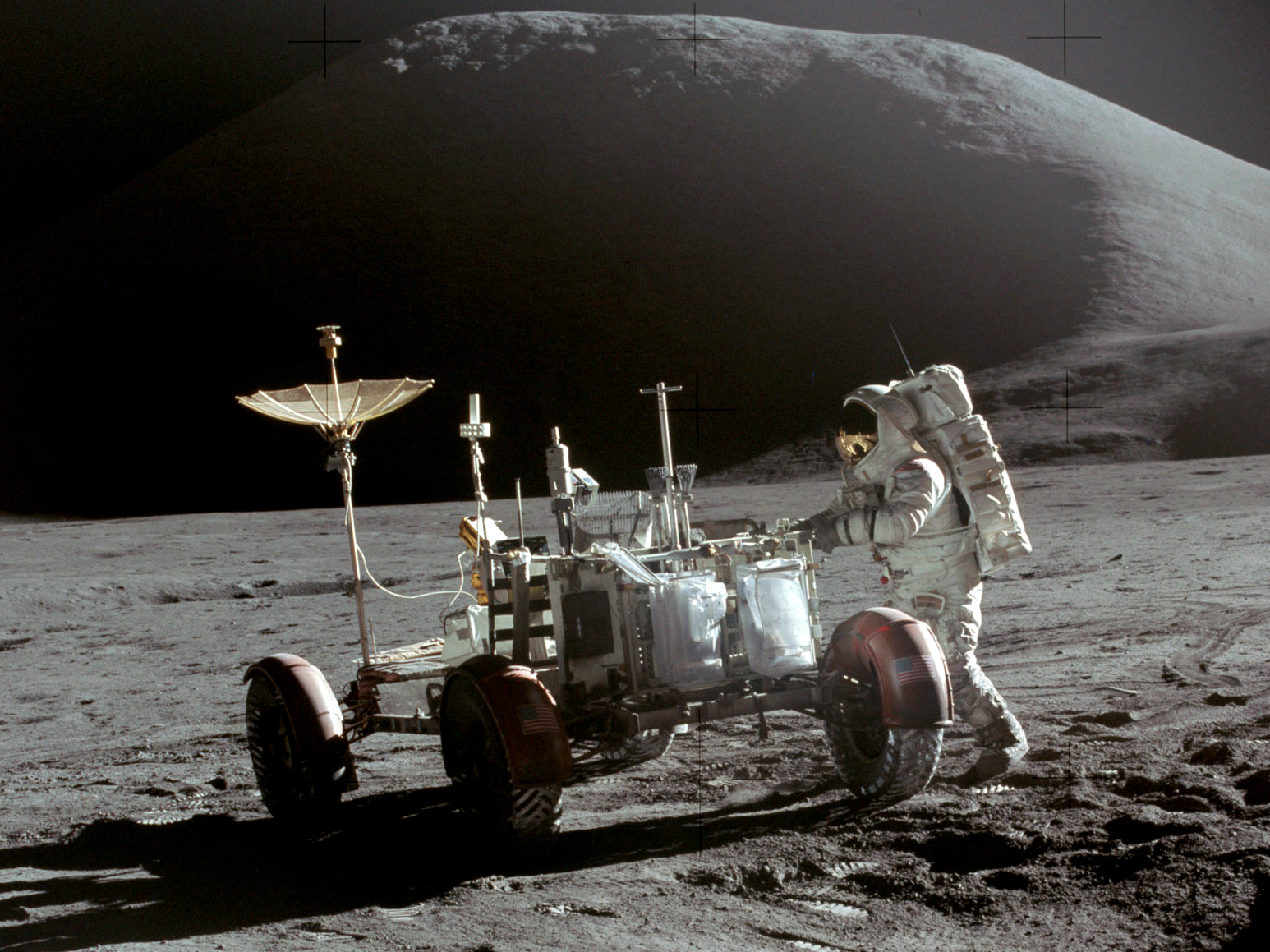
Jim Irwin mit dem LRV der Apollo-15-Mission

James Benson „Jim“ Irwin (* 17. März 1930 in Pittsburgh, Pennsylvania; † 8. August 1991 in Glenwood Springs, Colorado) war ein US-amerikanischer Astronaut und Pilot der Mondlandefähre auf der Apollo-15-Mission. Er war der achte Mensch, der den Mond betrat. Des Weiteren war er Prediger.

## Leben
James Irwin wuchs im Bundesstaat Utah auf, wo er in Salt Lake City die High School besuchte. Anschließend studierte er an der US-Marineakademie und erhielt 1951 einen Bachelor in Marinetechnik. Er trat in die Luftwaffe ein und erhielt in Texas eine Pilotenausbildung. An der University of Michigan studierte er Luftfahrt- und Instrumententechnik und wurde 1957 mit einem Master-Diplom ausgezeichnet. Irwin arbeitete am YF-12A-Programm mit und war auch einer der Testpiloten des YF-12A Abfangjägers, dem Vorgänger der SR-71C Blackbird.
Danach hatte er sich zunächst vergeblich für die NASA-Astronautengruppe beworben. 1963 wurde er letztlich als Military Astronaut der Klasse 4 ausgewählt. Im April 1966 schließlich wurde er als einer von 19 Astronauten von der NASA ausgewählt. Nachdem er in der Support Crew für Apollo 10, der Generalprobe für die erste bemannte Mondlandung, diente, war er, zusammen mit Kommandant David Scott und Apollo-Raumschiffpilot Alfred Worden, Teil der Ersatzmannschaft von Apollo 12, in der er als Mondlandepilot fungierte.
Mit der Apollo-15-Mission, deren Besatzung aus der Ersatzmannschaft von Apollo 12 bestand, betrat Irwin am 31. Juli als achter Mensch den Mond. Wieder war er der Pilot der Landefähre und verbrachte insgesamt 66 Stunden und 56 Minuten auf dem Mond. Apollo 15 war die erste Mondmission mit einem Mondauto und Irwin wurde zum ersten Passagier dieses Gefährts, da Scott der Fahrer war.
Nach dem Rendezvousmanöver mit dem Mutterschiff traten während des Umladens der auf dem Mond gesammelten Gesteinsproben und wissenschaftlichen Aufzeichnungen bei Irwin zwischenzeitlich Herzrhythmusstörungen (Bigeminus) auf. Während des Rückfluges vertierte sein Rhythmus spontan wieder zum normalen Sinusrhythmus.
Am 24. August 1971 begrüßte New York City die Raumfahrer der Apollo-15-Mission mit einer einstündigen Autokolonne mit Tausenden von Zuschauern auf der Fifth Avenue. Am gleichen Tag verlieh Sithu U Thant, Generalsekretär der Vereinten Nationen, James Irwin, David Scott und Alfred Warden die goldene Friedensmedaille. Am 9. September 1971 hielten sie eine Rede vor dem Kongress der Vereinigten Staaten. Eine weitere Ehrung war, dass der amerikanische Präsident Richard Nixon die Besatzung am 16. September 1971 im Oval Office empfing und mit ihren Familien an einem gemeinsamen Abendessen im Weißen Haus teilnahmen. Schon kurz nach der Landung war die komplette Mannschaft von Apollo 15 als Ersatzmannschaft für den letzten Mondflug Apollo 17 eingeteilt worden. Nach der Rückkehr vom Mond wurden James Irwin, Alfred Warden und David Scott für 3 Monate als Botschafter der NASA und ihres Heimatlandes eingesetzt. Sie hielten Reden und führten Freundschaftsbesuche durch. Dreimal reisten sie nach Europa, u. a. nach Schweden, Deutschland, Italien, Frankreich, Großbritannien, Belgien, Vatikan, Polen und Jugoslawien. Im Laufe des folgenden Jahres wurde aber ihre Verwicklung in die Briefmarkenaffäre von Apollo 15 bekannt. Scott, Warden und Irwin hatten Briefumschläge mit auf ihren Flug genommen, die nicht ausdrücklich genehmigt waren, und die später von einem deutschen Händler verkauft wurden. Gegen die Mannschaft wurde ein Disziplinarverfahren eingeleitet, und am 23. Mai 1972 wurden sie als Ersatzmannschaft für Apollo 17 abgesetzt. Es war klar, dass es für die drei keinen weiteren Raumflug geben würde, jedoch wurden sie weder verurteilt, noch vom Astronautenkorps oder gar der NASA ausgeschlossen. Daraufhin schied Irwin am 31. Juli 1972 freiwillig bei der NASA aus.
Ab 1972, unter dem Eindruck seiner Reise zum Mond, wurde er christlicher Prediger. Bereits in einem Interview mit der New York Times 1971 hatte er erstmalig über religiöse Erfahrungen während des Apollo 15-Flugs berichtet. Am 27. Oktober 1971 sprach er vor 50.000 Baptisten im Astrodom in Houston und gab öffentlich Zeugnis über seinen Glauben ab. Er dehnte seine Aktivitäten aus und sprach an Wochenenden in Kirchen in Florida, Kalifornien, Chicago, Boston usw.
Am 1. August 1972 gründete Irwin zusammen mit Bill Rittenhouse das überkonfessionelle Missionswerk High Flight Foundation. Dabei wurde er unterstützt und beraten von der Southern Baptist Church, der er auch angehörte, und von Billy Graham. Die Stiftung war benannt nach dem Titel des Gedichts 'High Flight' von John Gillespie Magee. Aufgabe der Stiftung soll sein, religiöse Erfahrungen von James Irwin weiterzugeben und Menschen zum Glauben an Jesus Christus zu bewegen. Sie unterstützte unter anderem Projekte wie das Museum für mobile Raumfahrt, die Verteilung von „Highest-Flight-Bibeln“ bei Fluglinien in den USA, Vorträge an Schulen, Einkehrtagungen für zurückgekehrte Kriegsgefangene und deren Familien bzw. Angehörige vermisster Soldaten aus dem Vietnamkrieg und die Suche nach biblischen Artefakten. Irwin unternahm mehrere Reisen in die Türkei zum Berg Ararat, um die Arche Noah zu finden. Seine Vortragsreisen für High Flight führten ihn durch zahlreiche Länder weltweit, darunter Deutschland, 1972 Asien und naher Osten (Japan, Südkorea, Taiwan, Südvietnam, Israel, Palästina, Jordanien), 1974 Südafrika, Kenia, 1975 Abu Dhabi, Katar, Kuwait, Iran, Ägypten, 1976 Schweden und Norwegen, 1978 Irland, die Heimat seiner Vorfahren, Nordirland, Schweden, Finnland, die Sowjetunion (Moskau, Tallinn, Riga, Charkow, Odessa), 1981 China (Peking, Shanghai, Kanton), Hong Kong, Taiwan. Schwerpunkt der Arbeit der Foundation sind die Vereinigten Staaten.
Am 8. August 1991 starb James Benson Irwin, der seit langem an Herzproblemen gelitten hatte, an den Folgen eines Herzinfarktes während einer Konzerttour mit seinem Freund, dem deutschen Liedermacher Siegfried Fietz. Er hinterließ seine zweite Frau Mary Ellen (geb. 31. Januar 1938) und fünf Kinder: Joy, Jill (geb. 22. Februar 1961), James (geb. 4. Januar 1963), Jan und Joe.